# آس قدیم (کلیبر)
آس قدیم یکی از روستاهای استان آذربایجان شرقی است که در دهستان پیغان‌چایی بخش مرکزی شهرستان کلیبر و در ۳۵ کیلومتری اهر، در دامنه شرقی کوه «هاس داغی» واقع شده‌است.

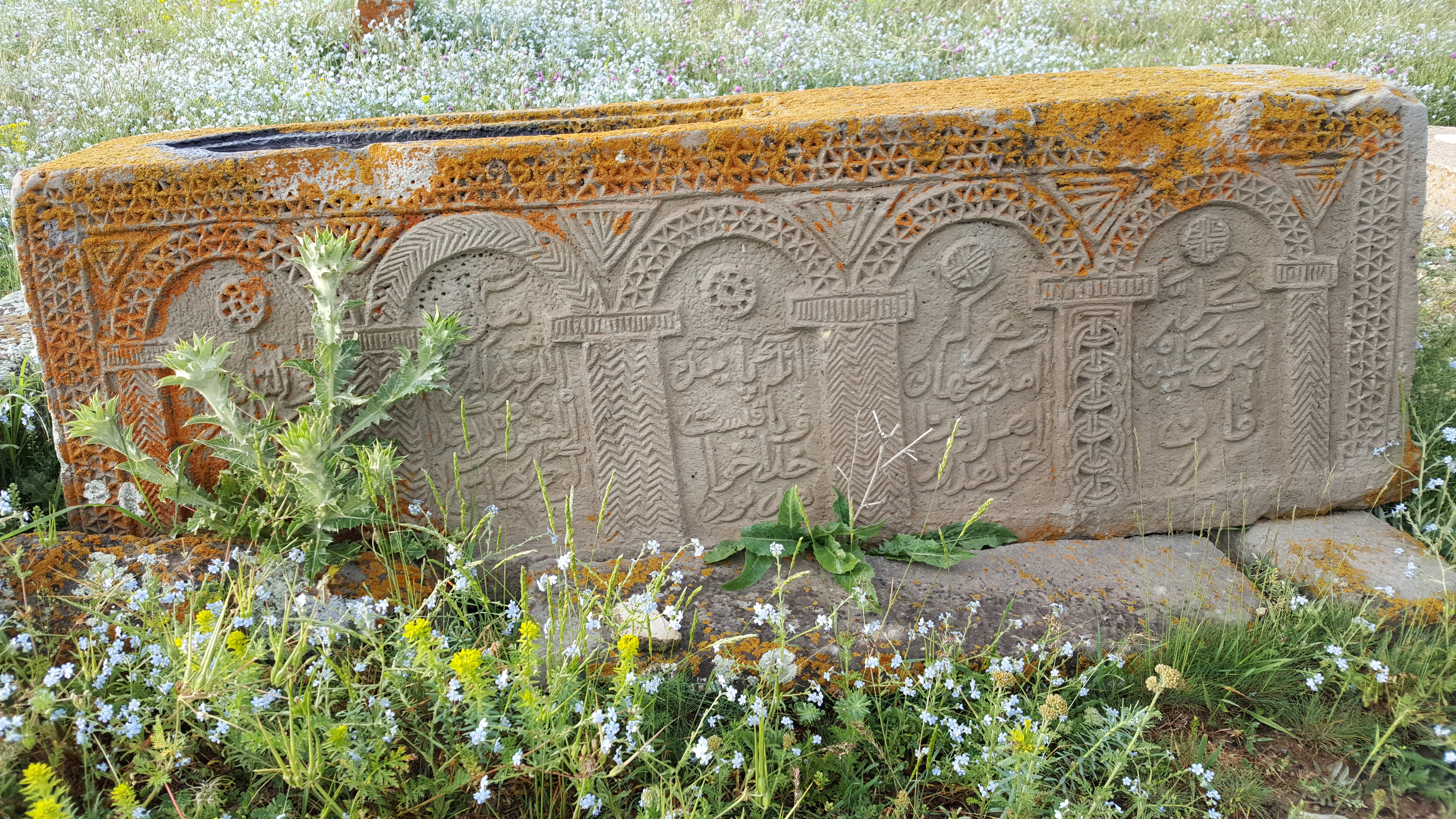
سنگ قبر قدیمی منقوش به شعر فارسی و آیه قران

از طرف شرق به روستاهای ساری بولاق و اوزبت و از طرف شمال با روستاهای ارمینان و از طرف غرب با روستای کوردولر و از جنوب با روستای تزه کت هم‌مرز می‌باشد.

## آثار تاریخی
اثر تاریخی که علی‌رغم گذشت صدها سال به صورت حیرت‌انگیزی هنوز سرپا و مسقف باقی مانده، بنای مقبره مانندی مربوط به دوره ایلخانان یا تیموریان که منسوب به آرامگاه مادر تیمور لنگ است. قطر این بنا ۵ متر و ارتفاع آن حدود ۵ متر است. (روستاییان به آن گونبز می‌گویند) متأسفانه سازمان میراث فرهنگی توجه کافی به حفظ این بنای تاریخی ندارد.
دومین منطقه تاریخی این روستا قبرستان تاریخی آن است که در آن سنگ قبرهای بزرگ و حجاری شده فراوانی با نقش و نگارهای مختلف موجود است که آیات قرآن و تاریخ و اسامی اموات به صورت زیبا و استادانه‌ای روی آن‌ها نقش بسته است. متأسفانه برخی از آن‌ها که به شکل قوچ بودند به دست افراد سودجو به سرقت رفته‌اند.

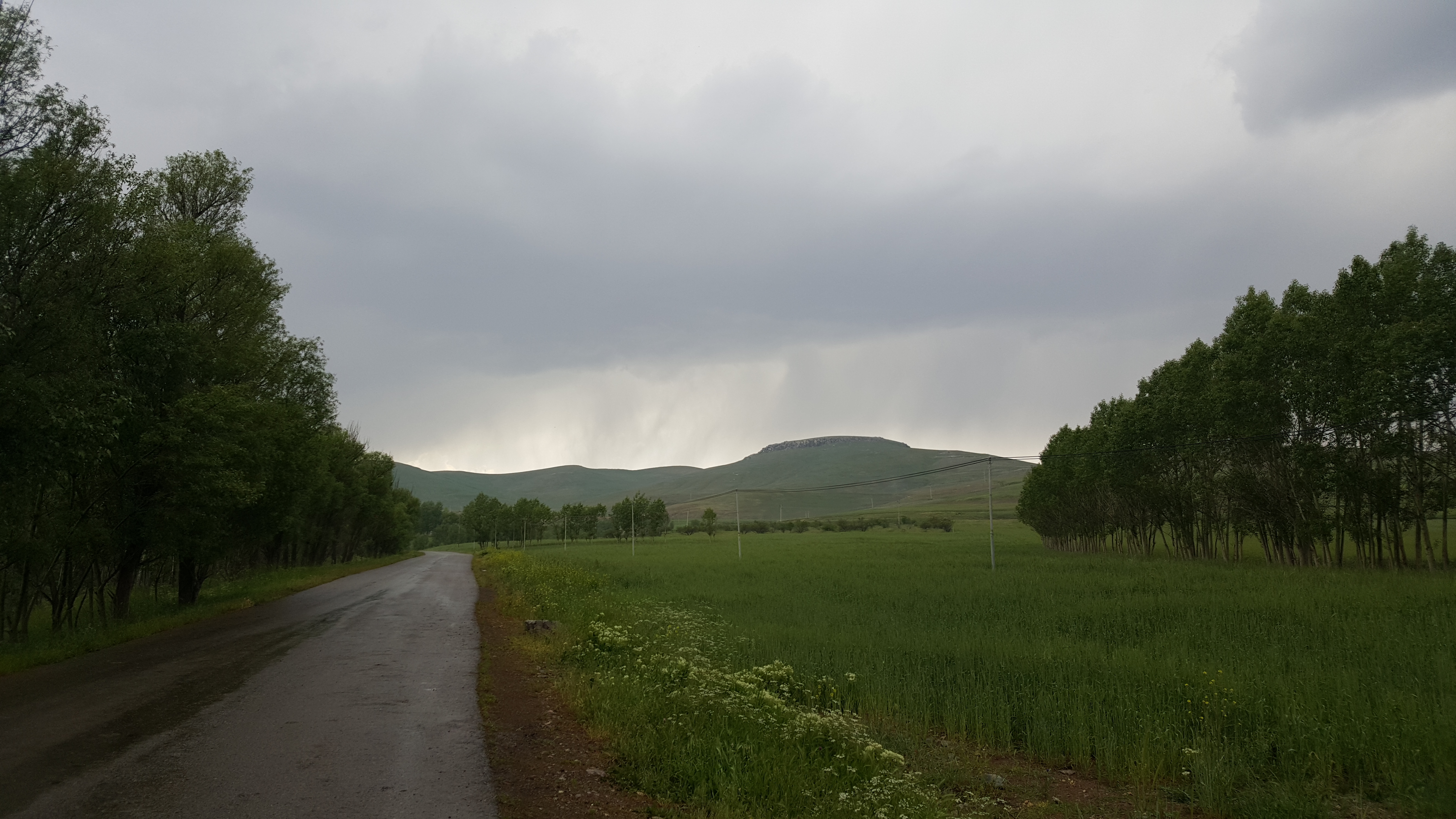
دورنمایی از روستای آس

تپه «خئر سئق» در قسمت شمالی این روستا قرار دارد که قسمت فوقانی آن محلی مسطح و وسیع است که دور تا دور آن به صورت حلقه وار و از تخته سنگ‌های طبیعی احاطه گردیده است. در میان این تخته سنگ‌ها غاری نیز وجود دارد که به گفته اهالی، در گذشته لانه خرس و در زمان جنگ، محل اختفا بوده‌است. احتمال می‌رود قدمت این تپه باستانی به چند هزار سال پیش برسد. سنگ‌های این تپه از نوع سنگ آذرین و مخلل و بسیار سبک هستند.

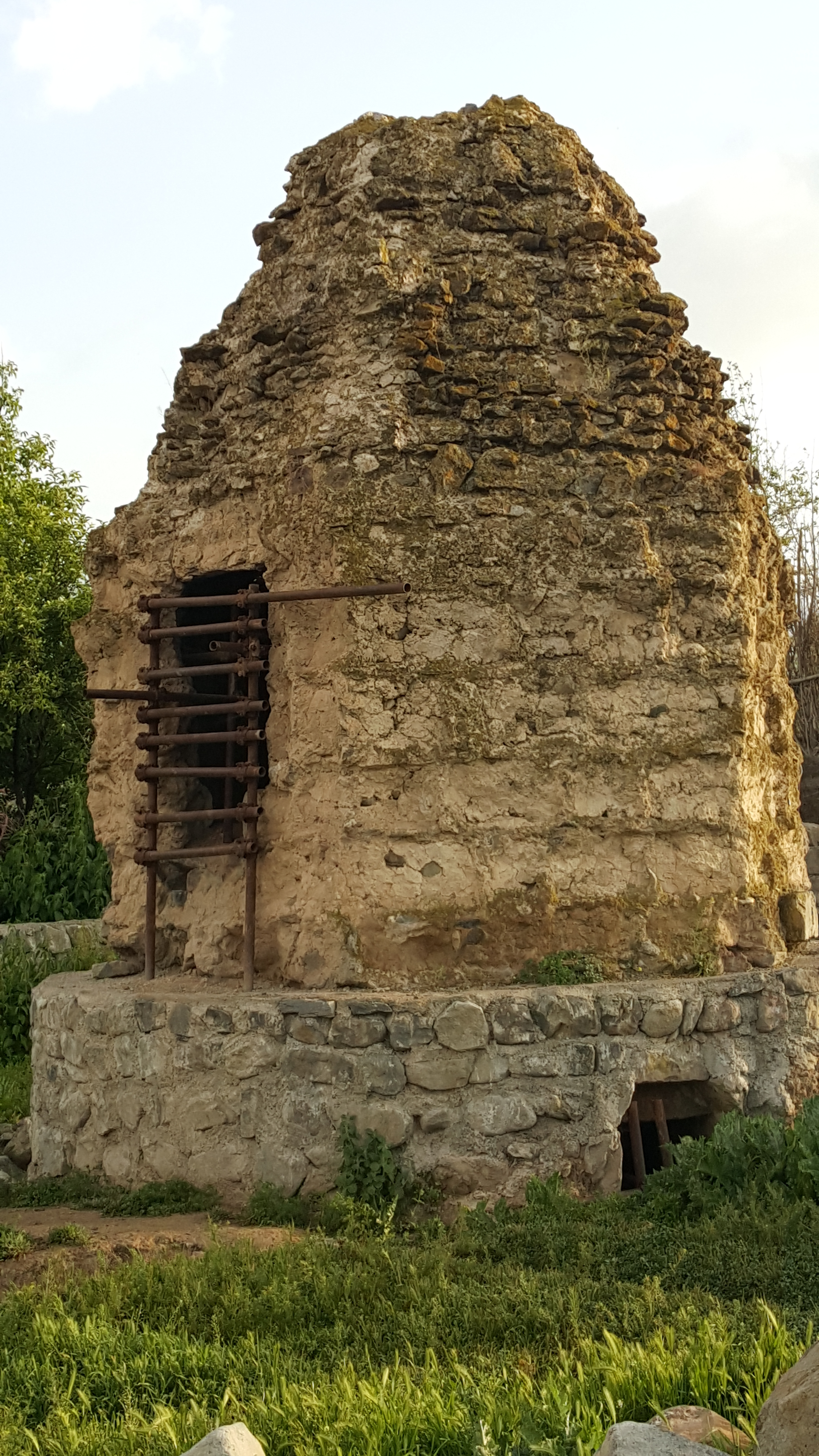
آرامگاه منسوب به مادر تیمور لنگ

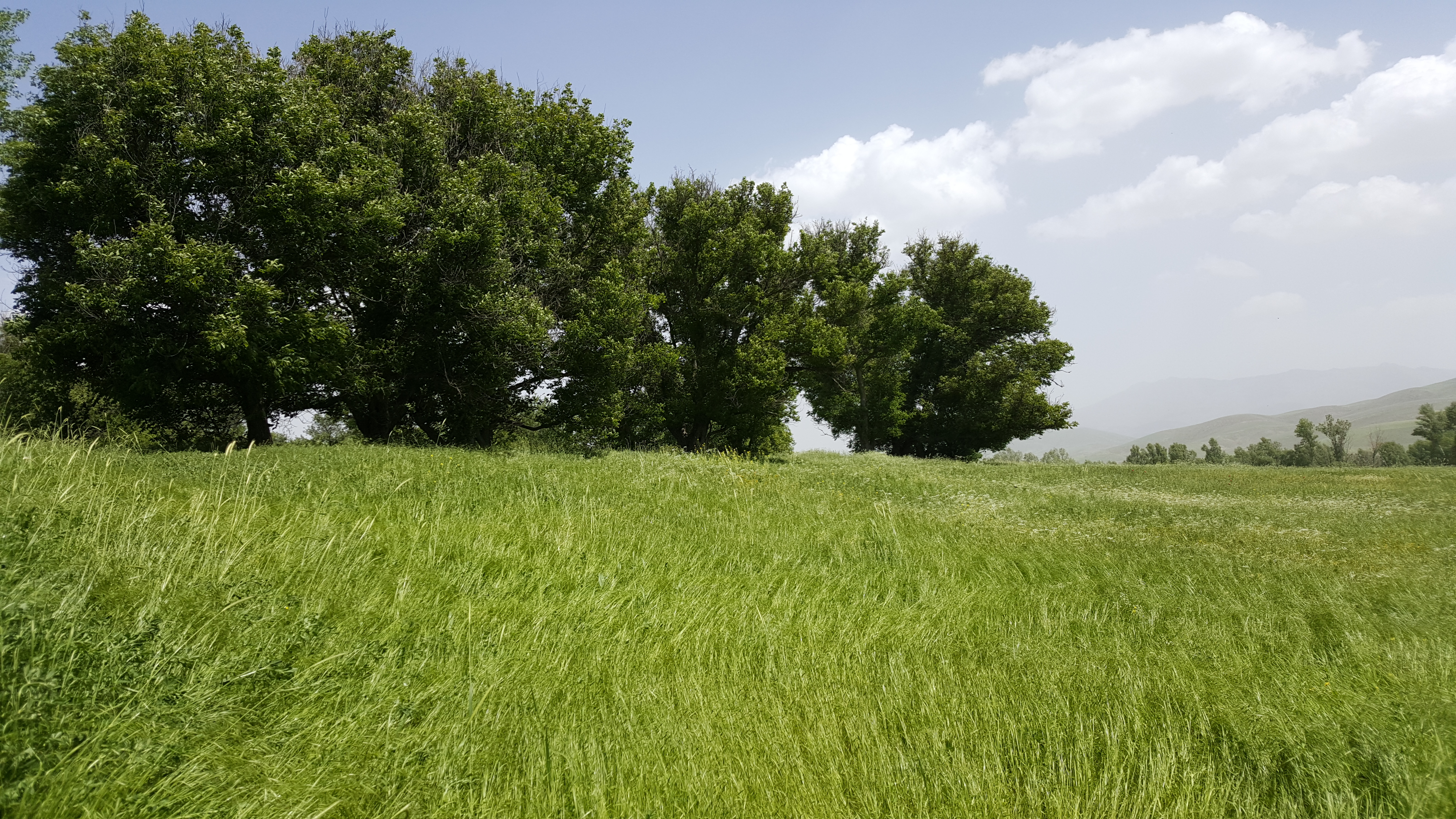
درختان گردوی باغ بزرگ روستای آس

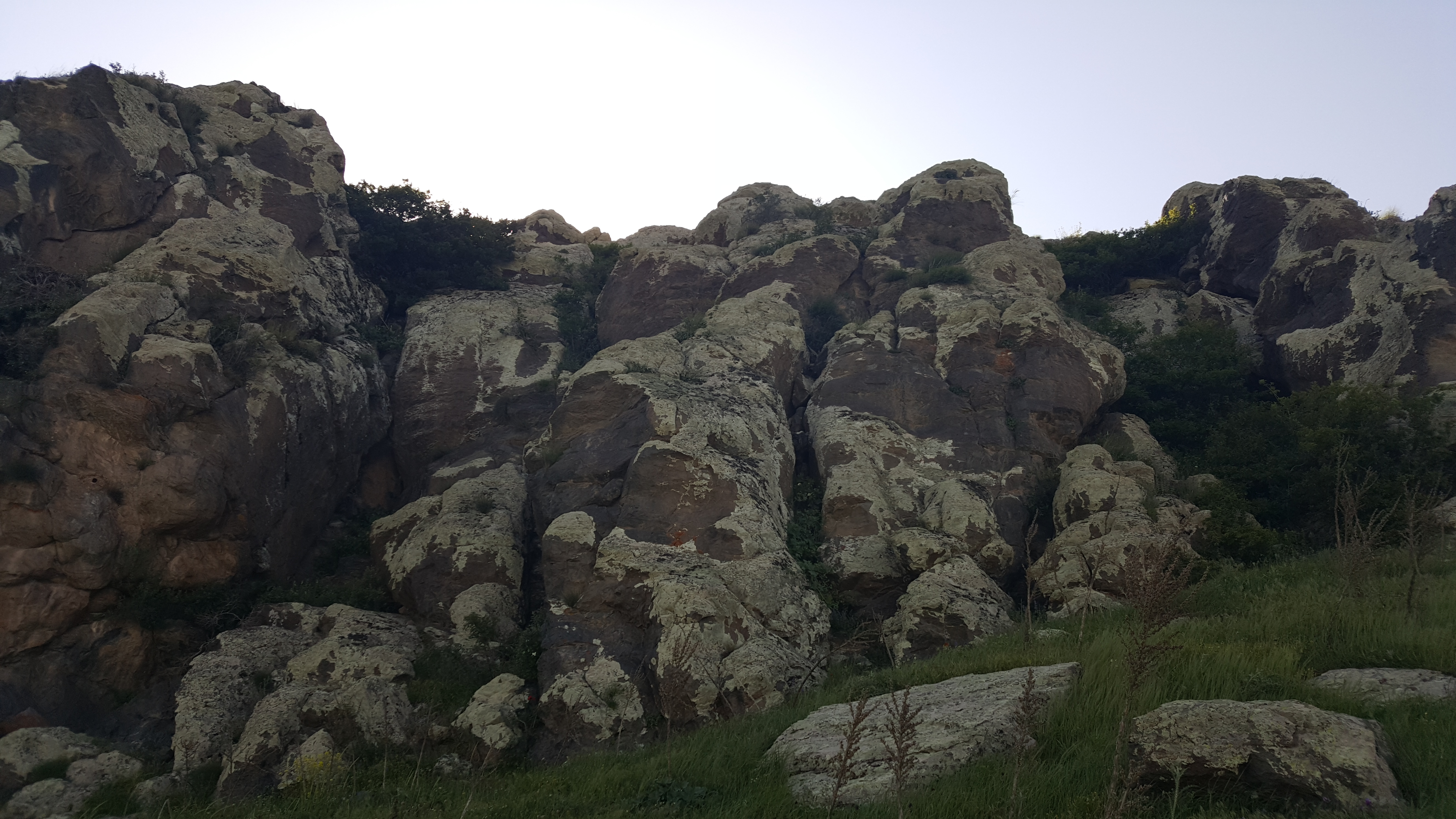
سنگ‌های آذرین قله خیرسیق

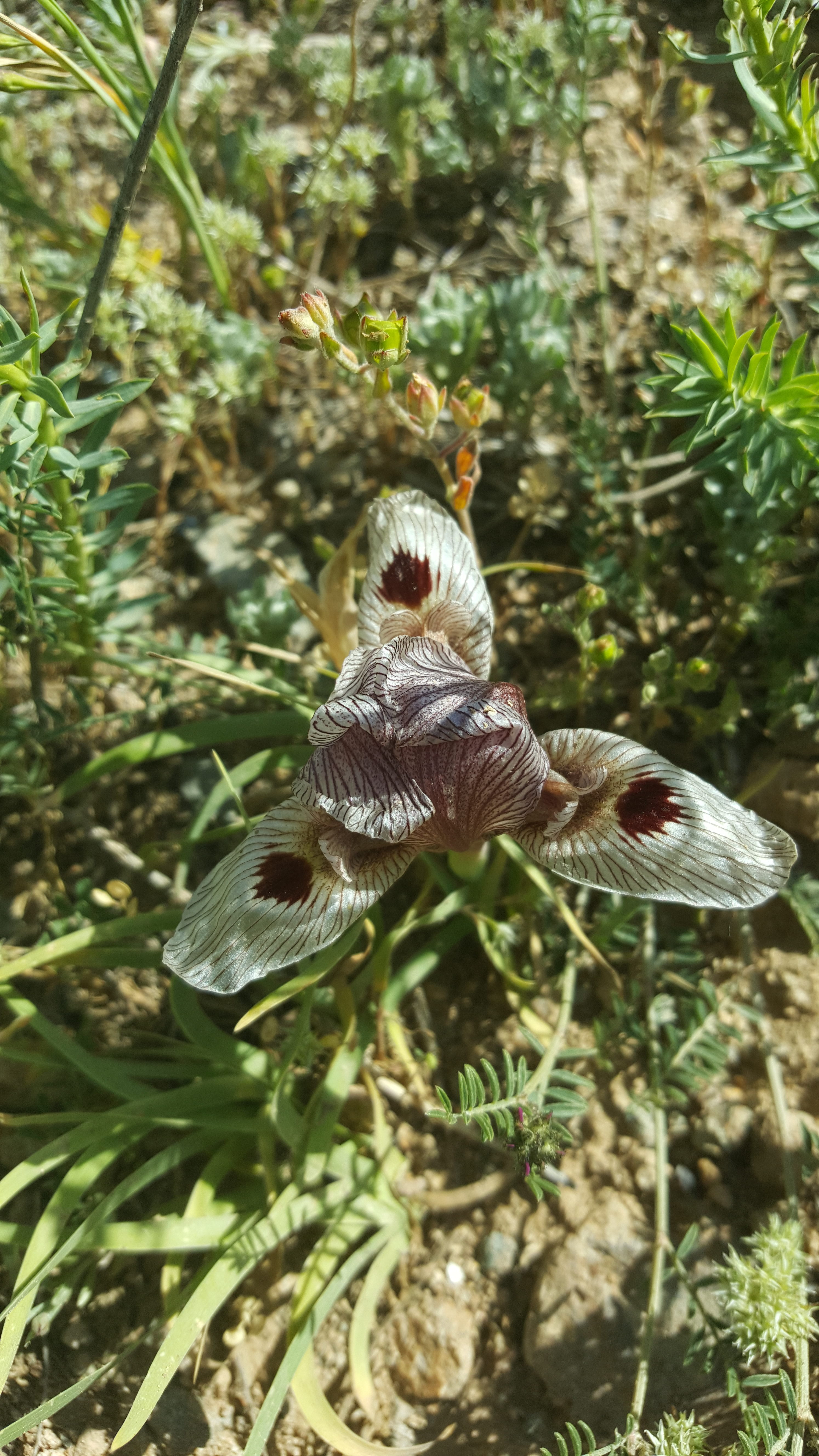
زنبق ایرانی- گل کمیابی که در آذربایجان شرقی می‌روید